# Gouvernement Aristide Briand (10)
Pour les articles homonymes, voir Gouvernement Aristide Briand.
Troisième République
Gouvernement Aristide Briand IX Gouvernement Édouard Herriot II
Le dixième gouvernement Aristide Briand est un gouvernement français de la Troisième République qui a duré du  23 juin 1926 au 17 juillet 1926.

## Composition
| Portefeuille | Titulaire | Titulaire          | Parti |
| --- | --------- | ------------------ | ----- |
| Président du Conseil |           | Aristide Briand    | PRSSF |
| Vice-président du Conseil                                                                                               |           | Joseph Caillaux    | PRRRS |
| Ministres |           |                    |       |
| Ministre des Affaires étrangères                                                                                        |           | Aristide Briand    | PRSSF |
| Ministre de la Justice                                                                                                  |           | Pierre Laval       | DVG   |
| Ministre de l’Intérieur                                                                                                 |           | Jean Durand        | PRRRS |
| Ministre des Finances                                                                                                   |           | Joseph Caillaux    | PRRRS |
| Ministre de la Guerre                                                                                                   |           | Adolphe Guillaumat | SE    |
| Ministre de la Marine                                                                                                   |           | Georges Leygues    | PRDS  |
| Ministre de l’Instruction publique et des Beaux-Arts                                                                    |           | Bertrand Nogaro    | PRRRS |
| Ministre des Travaux publics                                                                                            |           | Daniel Vincent     | RI    |
| Ministre du Commerce et de l’Industrie                                                                                  |           | Fernand Chapsal    | PRRRS |
| Ministre de l’Agriculture                                                                                               |           | François Binet     | PRRRS |
| Ministre des Colonies                                                                                                   |           | Léon Perrier       | PRRRS |
| Ministre du Travail, de l’Hygiène, de l’Assistance et de la Prévoyance sociale                                          |           | Antoine Durafour   | PRRRS |
| Ministre des Pensions                                                                                                   |           | Paul Jourdain      | PRDS  |
| Commissaires généraux                                                                                                   |           |                    |       |
| Haut-Commissaire au Logement                                                                                            |           | Arthur Levasseur   | PRSSF |
| Sous-secrétaires d’État                                                                                                 |           |                    |       |
| Sous-secrétaire d’État à la Présidence du Conseil et aux Affaires étrangères                                            |           | Charles Daniélou   | RI    |
| Sous-secrétaire d’État à la vice-présidence du Conseil et aux Finances, chargé des Finances                             |           | François Piétri    | PRDS  |
| Sous-secrétaire d’État à la vice-présidence du Conseil et aux Finances, chargé du Budget                                |           | Jacques Duboin     | SE    |
| Sous-secrétaire d’État à la vice-présidence du Conseil et aux Finances, chargé des Régions libérées                     |           | Maurice Dutreil    | PRDS  |
| Sous-secrétaire d’État à la Guerre                                                                                      |           | Yves Picot         | PRDS  |
| Sous-secrétaire d’État à l’Instruction publique et aux Beaux-Arts, chargé de l'Enseignement technique et des Beaux-Arts |           | Pierre Rameil      | PRSSF |
| Sous-secrétaire d’État aux Travaux publics, chargé de l’Aéronautique et aux Transports aériens                          |           | Laurent Eynac      | RI    |
| Sous-secrétaire d’État aux Travaux publics, chargé aux Ports, à la Marine marchande et aux Pêches                       |           | Pierre Valude      | PRSSF |

## Politique menée
La politique financière du Cartel se heurte au conservatisme de la droite et du patronat. La tentative des socialistes d’instaurer un impôt sur le capital se solde par un échec. La spéculation provoque la chute du franc. Le refus des radicaux membre du cartel d'accorder les pleins pouvoirs financiers provoquent le chute du gouvernement et la démission d'Aristide Briand.